# Totò Onnis
Totò Onnis (Bari, 22 marzo 1960) è un attore italiano.

## Biografia
Nato a Bari da padre sardo, si trasferisce a Roma per intraprendere la carriera di attore e si diploma all'Accademia d'arte Drammatica Silvio D'Amico. Frequenta laboratori di studio con John Strasberg e Kaia Anderson.
In teatro lavora con registi quali Luca Ronconi, Giuseppe Patroni Griffi e Lorenzo Salveti.
Nel 1980 debutta al cinema, lavorando con grandi nomi: Federico Fellini, Roberto Benigni che continuerà a sceglierlo per i ruoli nei suoi film fino al 2002 in Pinocchio.
Nella drammaturgia contemporanea recita per la regia di Marinella Anaclerio, Roberto Gandini, Enrico Maria Lamanna a fianco di Giuliana De Sio, Paolo Sassanelli, Dino Abbrescia, Marit Nissen, Francesco Albanese.
Per il teatro di ricerca collabora con Ninni Bruschetta contando sette spettacoli sotto la sua regia, lavorando anche con Anna Maria Guarnieri.
Nel 2000 insieme a Paolo Sassanelli è uno dei due attori protagonisti di Falene di Andrej Longo uno spettacolo con la regia di Marcello Cotugno lo spettacolo avrà così successo da essere stato trasformato in un lungometraggio nel 2009 con la regia di Andres Arce Maldonado e Gabriella Cristiani. Anche dopo l’uscita del film, lo spettacolo ha continuato a girare nei teatri italiani fino al 2016.
Nel 2009 è protagonista di Uerra insieme a Dino Abbrescia, debutto alla regia di Paolo Sassanelli. Il cortometraggio è stato selezionato nella sezione "Corto Cortissimo" della 66ª Mostra internazionale d'arte cinematografica di Venezia.
Nel 2015 viene scelto in Nomi e cognomi con la regia di Sebastiano Rizzo. Nel 2016 interpreta Gaetano Consolo nella fiction televisiva Romanzo siciliano.
Nel 2017 partecipa al film olandese Tulipani - Amore, onore e una bicicletta e nello stesso anno torna ad essere diretto da Antonio Palumbo in Varichina - La vera storia della finta vita di Lorenzo De Santis. Nel luglio dello stesso anno partecipa alle riprese di Due Piccoli Italiani da Paolo Sassanelli per il suo primo lungometraggio.

## Filmografia

### Cinema
- I martiri di Otranto, regia di Adriano Barbano (1981)
- E la nave va, regia di Federico Fellini (1983)
- Il piccolo diavolo, regia di Roberto Benigni (1988)
- Odore di pioggia, regia di Nico Cirasola (1989)
- Da do da, regia di Nico Cirasola (1989)
- Il mostro, regia di Roberto Benigni (1994)
- Albania blues, regia di Nico Cirasola (2000)[8]
- Pinocchio, regia di Roberto Benigni (2002)
- Joy - Scherzi di gioia, regia di Adriano Wajskol (2002)
- La casa delle donne, regia di Domenico Mongelli e Mimmo Mongelli (2003)
- Bell'epoker, regia di Nico Cirasola (2003)
- Falene, regia di Andrés Arce Maldonado e Gabriella Cristiani (2009)
- Noi credevamo, regia di Mario Martone (2010)
- Il ritorno di Ulisse, regia di Pietro Loprieno (2010)
- Se sei così ti dico sì, regia di Eugenio Cappuccio (2011)
- Alì dagli occhi azzurri, regia di Claudio Giovannesi (2012)
- Non me lo dire, regia di Vito Cea (2012)
- Il peggior Natale della mia vita, regia di Alessandro Genovesi (2012)
- Nomi e cognomi, regia di Sebastiano Rizzo (2015)
- Le frise ignoranti, regia di Antonello De Leo e Pietro Loprieno (2015)[9]
- Tulipani - Amore, onore e una bicicletta, regia di Mike van Diem (2017)
- Due piccoli italiani, regia di Paolo Sassanelli (2018)
- Il grande spirito, regia di Sergio Rubini (2019)
- Sassiwood, regia di Antonio Andrisani e Vito Cea (2020)
- Surprise Trip, regia di Roberto Baeli (2021)
- La mia ombra è tua, regia di Eugenio Cappuccio (2022)
- Il pirata - Memorie da Spoon River, regia di Cristiano Ciliberti (2023)
- W Muozzart!, regia di Sebastiano Rizzo (2025)

### Televisione
- Una vita in gioco, regia di Giuseppe Bertolucci (1992)
- Non parlo più, regia di Vittorio Nevano - film TV (1995)
- La squadra, regia di Enrico Oldoini (2004)
- Magia verde, regia di Gianni Serra (2004)
- Il giudice Mastrangelo, regia di Enrico Oldoini - episodio 1x06 (2006)
- Squadra antimafia 2, regia di Beniamino Catena (2010)
- R.I.S. Roma 2 - Delitti imperfetti, regia di Francesco Micciché, episodio 2x09 (2011)
- Distretto di Polizia – serie TV, episodio 11x14 (2011)
- Benvenuti a tavola - Nord vs Sud, regia di Francesco Miccichè (2011)
- I delitti del bar Lume - La carta più alta,  regia di Eugenio Cappuccio - film TV (2013)
- Donne, vittime e carnefici, regia di Luca Alcini - film tv (2013)
- Romanzo siciliano, regia di Lucio Pellegrini - episodio da 1x01 a 1x04 (2016)
- Le indagini di Lolita Lobosco, regia di Luca Miniero - serie TV, episodio 1x03 (2021)

### Cortometraggi
- Un'ora tra due treni, regia di Doriana Loendeff (1990)
- La strage di Antrodoco, regia di B. Gaudino e F. Garofalo (1990)
- Bari non è mica la Luna, regia di Massimiliano Cocozza (1991)
- La bomboniera, regia di Nico Cirasola (1992)
- I pugni nell'aria, regia di Roberto De Francesco (1999)
- Un padre che non c'era, regia di Eugenio Cappuccio (2002)
- Spiderman 5, regia di Robert Budina (2008)
- Immacolata, regia di Francesco Calderone (2008)
- Uerra, regia di Paolo Sassanelli (2009)
- La Luna è sveglia, regia di Lorenzo Sepalone (2012)
- Mattia sa volare, regia di Alessandro Porzio (2017)
- Icaro, regia di Fabrizio Buompastore (2017)
- Nessun dorma, regia di Paolo Strippoli (2018)
- Voler essere felice ad ogni costo, regia di Michele Bertini Malgarini (2019)
- La ricreazione, regia di Nour Gharbi (2020)

### Documentari
- Sentimento bianco, regia di Mimmo Mongelli (1995)
- La vita è breve ma la giornata è lunghissima, regia di Lucio Pellegrini e Gianni Zanasi (2004)
- Operette morali, regia di Mario Martone (2011)
- Metti, una sera a cena con Peppino, regia di Antonio Maria Castaldo (2016)
- Varichina - La vera storia della finta vita di Lorenzo De Santis, regia di Mariangela Barbanente e Antonio Palumbo (2017)[10]
- Aqua in Domino (2022)

## Teatro
- Woyzeck di Georg Büchner, regia di Sergio Tramonti (1968)[11]
- Santa Giovanna di George Bernard Shaw, regia di Luca Ronconi prodotto da Compagnia di prosa Adriana Asti (1984)[12]
- Tutto è bene quel che finisce bene di William Shakespeare, regia di Lorenzo Salveti (1986)
- Fior di pisello di Édouard Bourdet, regia di Giuseppe Patroni Griffi (1990)
- Aspettando Godot di Samuel Beckett, regia di Marinella Anaclerio (1990-1992)
- Buio interno di Luca De Bei, regia di Marinella Anaclerio (1991-1994)
- Una volta nella vita di Kaufamn e Hart, regia di Giuseppe Patroni (1991)
- La locandiera di Carlo Goldoni, regia di Marinella Anaclerio, prodotto da Compagnia di Beato e Angelica (1992-1994+2001-2002)
- Tempo zero di Pierpaolo Palladino, regia di Roberto Gandini, prodotto da Teatro la Cometa[13] (1995)
- Notturno di donna con ospiti di Annibale Ruccello, regia di Enrico Maria Lamanna (1996)[14]
- Brutus, studio sul Giulio Cesare di William Shakespeare, regia di Ninni Bruschetta, prodotto da Teatro di Messina (1996)[15]
- Giulio Cesare di William Shakespeare, regia di Ninni Bruschetta, prodotto da Teatro di Messina (1998)[15]
- Corruzione al palazzo di giustizia di Ugo Betti, regia di Ninni Bruschetta, prodotto da Teatro Stabile delle Marche e Compagnia Nutrimenti Terrestri, in collaborazione con la Fondazione Ugo Betti (1999)[15]
- Che farai Fra' Jacopone? tratto dalla Luade di Jacopone da Todi, regia di Ninni Bruschetta, prodotto da Teatro Stabile dell’Umbria (2000)[15]
- Falene di Andrej Longo, regia di Marcello Cotugno (2000-2016)
- Antonio e Cleopatra di William Shakespeare, regia di Ninni Bruschetta (2001)[15]
- Medea di Franz Grillparzer, regia di Ninni Bruschetta, prodotto da Teatro Stabile dell’Umbria (2001)[15]
- Le troiane di Euripide, regia di Mariano Rigilli (2001)
- Pitagora il professore in arti varie di Totò Oniss e Domenio Mongelli, regia di Domenico Mongelli (2002)[16]
- Amelia torna presto, spettacolo del gruppo musicale Vergas (2003-2005)
- Maratona di New York di Edoardo Erba, regia di Ninni Bruschetta, prodotto da Nutrimenti Terrestri (2005)[15]
- L'ultimo Gattopardo di Giuseppe Tomasi, regia di Andrea Battistini (2006-2007)[17]
- San Paolo, regia di David Haughton (2009)
- Enrico IV di Luigi Pirandello, regia di Andrea Battistini (2009-2010)
- I fratelli Karamazov di Fëdor Dostoevskij, regia di Marinella Anaclerio, prodotto da Compagnia del Sole (2008-2009)
- Sogno di una notte di mezza estate di William Shakespeare, regia di Andrea Battistini (2010-2011)
- Operette morali di Giacomo Leopardi, regia di Mario Martone (2011)
- Il giuoco delle parti di Luigi Pirandello, regia di Roberto Valerio (2016)[18]